# سفارت ترکیه واشینگتن
سفارت ترکیه واشینگتن (به انگلیسی: Embassy of Turkey) یک سفارت در ایالات متحده آمریکا است که در واشینگتن، دی.سی. واقع شده‌است.